# Fallen (album, Stryper)
Fallen je šestnácté studiové album americké křesťanské metalové skupiny Stryper, vydané 16. října 2015 přes vydavatelství Frontiers Records.
Album obdrželo pozitivní recenze a na žebříčku Billboard 200 skončilo na 44. místě. Album se umístilo v žebříčku Top Christian Albums a Top Hard Rock Albums na 2. místě, v žebříčku Top Rock Albums na 5. místě a v žebříčku Independent Albums na 7. místě.[nenalezeno v uvedeném zdroji]

## Seznam skladeb
Všechny skladby napsal Michael Sweet, pokud není uvedeno jinak.
| Pořadí | Název                               | Autor                                               | Délka |
| ------ | ----------------------------------- | --------------------------------------------------- | ----- |
| 1.     | Yahweh                              | Sweet, Clint Lowery                                 |       |
| 2.     | Fallen                              |                                                     |       |
| 3.     | Pride                               |                                                     |       |
| 4.     | Big Screen Lies                     |                                                     |       |
| 5.     | Heaven                              |                                                     |       |
| 6.     | Love You Like I Do                  | Sweet, Oz Fox                                       |       |
| 7.     | All Over Again                      |                                                     |       |
| 8.     | After Forever (Black Sabbath cover) | Tony Iommi, Ozzy Osbourne, Geezer Butler, Bill Ward |       |
| 9.     | Till I Get What I Need              |                                                     |       |
| 10.    | Let There Be Light                  |                                                     |       |
| 11.    | The Calling                         | Sweet, Fox                                          |       |
| 12.    | King of Kings                       |                                                     |       |

## Obsazení
- Micheal Sweet – zpěv, kytary
- Oz Foxx – kytary, doprovodný zpěv
- Robert Sweet – bicí
- Tim Gaines – baskytara, doprovodný zpěv